# متلازمة مارينسكو شوغرن
متلازمة مارينسكو شوغرن (بالإنجليزية: Marinesco-Sjogren syndrome)‏ هي اضطراب وراثي جسمي متنحي نادر.

## الأعراض
تسبب المتلازمة ترنح المخيخ (مشاكل في التوازن والتنسيق)، وإعاقة ذهنية، وإعتام عدسة العين الخلقي في مرحلة الطفولة المبكرة، وضعف العضلات، وعدم القدرة على مضغ الطعام، وهشاشة الأظافر، وتناثر الشعر. :578
قامة صغيرة، إعاقة ذهنية خفيفة إلى شديدة وعسر التلفظ (بطيء الكلام وغير دقيق) موجودة عادة. غالبًا ما تحدث تشوهات هيكلية مختلفة (مثل انحناء العمود الفقري) وقصور الغدد التناسلية المفرط. ضعف العضلات تقدمي، لكن متوسط العمر المتوقع قريب من الطبيعي.[بحاجة لمصدر]

## التشخيص
يعتمد تشخيص المتلازمة بناءً على الأعراض السريرية والتصوير بالرنين المغناطيسي للدماغ (ويظهر ضمور المخيخ الذي يشمل بشكل خاص دودة المخيخ) وخزعة العضلات.

## العلاج
علاج المتلازمة هو علاج عرضي وداعم بما في ذلك العلاج الطبيعي والمهني وعلاج النطق والتعليم الخاص. يجب إزالة إعتام عدسة العين عند ضعف البصر، بشكل عام في العقد الأول من العمر. هناك حاجة إلى العلاج بالهرمونات البديلة في حالة وجود قصور الغدد التناسلية. 